# Louis Joseph d'Albert d'Ailly
Louis Joseph d'Albert d'Ailly, vidame d'Amiens jusqu'en 1762, puis duc de Picquigny à partir de 1762 et enfin 6e duc de Chaulnes (1769), est un officier et chimiste français, né le 18 novembre 1741 au château de Chaulnes où il est mort le 23 octobre 1792. Il est le fils de Michel Ferdinand d'Albert d'Ailly, 5e duc de Chaulnes et d'Anne Joseph Bonnier de La Mosson.

## Biographie
Cornette surnuméraire de la compagnie des chevau-légers de la garde ordinaire du roi en 1748 et mestre de camp en 1756, il se retire du service à l'âge de 24 ans, avec le simple grade de colonel, par goût pour les sciences naturelles.  
Titré d'abord vidame d'Amiens, il porte, à partir de 1762 et jusqu'à la mort de son père, en 1769, le titre de duc de Picquigny.    

### Un scientifique
Passionné d'expériences scientifiques, comme l'étaient son père, Michel Ferdinand d'Albert d'Ailly, 5e duc de Chaulnes, et son oncle, Joseph Bonnier de La Mosson, il est reçu membre de la Société royale de Londres, dont l'équivalent en France est l'Académie des sciences.
En 1775, il prouve que l'air méphitique des cuves de brasserie est en fait de l'acide carbonique ; il établit le procédé pour préparer facilement de l'eau acidulée, par le moyen de moussoirs avec lesquels on agite de l'eau au-dessus de cuves contenant de la bière en fermentation. Il indique les moyens d'extraire et de purifier les sels de l'urine. En 1773, il trouve l'art de faire cristalliser les alcalis, en les saturant d'acide carbonique au-dessus d'une cuve de bière. 

Quelque temps après, les chimistes ayant reconnu que l'asphyxie par le charbon en combustion était due à la formation de l'acide carbonique, Louis Joseph d'Albert d'Ailly propose un moyen de secourir les asphyxiés, en leur administrant, sous différentes formes, l'alcali volatil, autrement dit de l'ammoniac gazeux. Après avoir fait des expériences avec succès sur plusieurs animaux, il veut confirmer sa découverte en s'asphyxiant lui-même. Il donne plusieurs leçons à son valet de chambre, et, lorsqu'il le pense assez exercé, il s'enferme dans un cabinet vitré, s'assoit sur un matelas, et s'environne de brasiers de charbons allumés. 

« Quand vous me verrez tomber, dit-il, vous me retirerez du cabinet, et vous me donnerez des secours, comme je vous ai enseigné à le faire. »

Le valet de chambre, attentif, obéit avec précision, et parvient à ranimer son maître. 
Dans le cours de ses voyages, il visite l'Égypte en 1763, et rapporte de ce pays des dessins exacts de plusieurs monuments inédits ou mal décrits jusqu'alors, mais dont il ne publie qu'un « Mémoire sur la véritable entrée du monument égyptien qui se trouve à quatre lieues du Caire, près de Sakara, Paris, 1783, in-4°, fig. ». Ce monument, connu sous le nom de Puits des oiseaux, servait de sépulcre aux animaux sacrés. L'auteur raconte les démarches infructueuses qu'il a faites pour en faire mouler en plâtre les superbes hiéroglyphes, et donne d'autres détails curieux. On lui doit aussi un Mémoire et expériences sur l'air fixe qui se dégage de la bière en fermentation, inséré dans le tome IX du Recueil des savants étrangers de l'académie des sciences, 1780.
Le 11 février 1773, le duc de Chaulnes a une altercation avec Beaumarchais qu'il accuse de lui ravir sa maîtresse, l'actrice Mlle Ménard. À la suite de cet incident, Beaumarchais est enfermé au château de Vincennes .   

### Une épineuse succession
La difficile situation financière laissée par ses parents place le 6e duc de Chaulnes dans la gêne. À leur mort, les créanciers saisissent et font vendre une grande partie des biens patrimoniaux, dont il ne peut conserver finalement que le château de Chaulnes et son domaine . C'est là qu'il meurt à son tour, le 24 octobre 1792, âgé de 50 ans. 

### Mariages
Alors qu'il est enfant, Louis Joseph d'Albert d'Ailly est promis à Alexandrine Le Normant d'Etiolles, fille légitime de la marquise de Pompadour, dont ses parents sont proches. Mais elle meurt peu avant ses dix ans.
Alors qu'il a « seize ans et demy », Louis Joseph d'Albert d'Ailly épouse à Dampierre le 23 mai 1758 sa cousine Marie Paule Angélique d'Albert de Luynes, future dame du palais de la Reine, fille de Marie Charles Louis d'Albert, 5e duc de Luynes, pair de France, et d'Henriette Nicole d'Egmont Pignatelli. Il l'abandonne assez vite, notamment pour se lancer dans des voyages scientifiques. Elle meurt à Paris, paroisse Saint Sulpice, le 17 novembre 1781 . 
Leurs portraits respectifs, par Carmontelle, sont à Chantilly, dans les collections du musée Condé ,,. 
Louis Joseph d'Albert d'Ailly se remarie avec Marie Anne Lambert, fille de Claude Lambert, bourgeois de Paris, et de Marie Anne Claircin. Elle meurt à Chaulnes le 28 février 1792 .
Il n'a pas eu d'enfant de ces deux mariages.

## Pour approfondir